# Jefferson County, New York
Jefferson County är ett administrativt område i delstaten New York, USA. År 2010 hade countyt 116 229 invånare. Den administrativa huvudorten (county seat) är Watertown.
Fort Drum är belägen i countyt.

## Geografi
Enligt United States Census Bureau har countyt en total area på 4 810 km². 3 295 km² av den arean är land och 1 515 km² är vatten.

### Angränsande countyn
- St. Lawrence County, New York - nordost
- Lewis County, New York - sydost
- Oswego County, New York - sydväst
- gränsar till Ontario, Kanada i norr och nordväst

### Orter
- Adams
- Adams Center
- Alexandria Bay
- Black River
- Calcium
- Carthage
- Chaumont
- Deferiet
- Depauville
- Dexter
- Evans Mills
- Felts Mills
- Fort Drum
- Glen Park
- Great Bend
- Mannsville
- Natural Bridge
- Pamelia Center
- Redwood
- Sackets Harbor
- Watertown (huvudort)
- West Carthage